# 暨军民
暨军民（1964年3月16日—），男，浙江临安人，中华人民共和国政治人物。浙江省委党校研究生学历。曾任浙江省人民政府秘书长，浙江省人大常委会副主任，现任杭州市人大常委会党组书记、主任

## 生平
1982年7月参加工作。1985年6月加入中国共产党。曾任杭州市人民政府办公厅副主任，江干区区长、区委书记，中共宁波市江东区委书记，宁波市委常委、市纪委书记。2013年7月任金华市人民政府代市长，2014年2月任市长。
2017年7月，任中共浙江省纪委副书记，浙江省监察委员会副主任。
2020年12月，任浙江省人民政府副秘书长、办公厅主任，并兼任浙江省人民政府新闻发言人。2022年1月，任浙江省人民政府秘书长。
2023年1月，在浙江省第十四届人民代表大会第一次会议上，当选为浙江省人大常委会副主任。